# Lineaire functie
In de wiskunde is een lineaire functie  een functie {\displaystyle f} van de vorm:
{\displaystyle f(x)=ax+b},
waarin {\displaystyle a} en {\displaystyle b} constanten zijn. De functie wordt ook een eerstegraadsfunctie genoemd, omdat de variabele {\displaystyle x=x^{1}} er alleen in voorkomt in de eerste macht. De grafiek van een lineaire functie is in een cartesisch coördinatenstelsel een lijn.
Een functie {\displaystyle f} van meer variabelen heet lineair als:
{\displaystyle f(x_{1},\ldots ,x_{n})=a_{1}x_{1}+\ldots +a_{n}x_{n}+b,}
met constanten {\displaystyle a_{1},\ldots ,a_{n}} en {\displaystyle b}.
Lineaire functies worden ook affiene functies genoemd om verwarring met lineaire afbeelding in de lineaire algebra te voorkomen. Een lineaire functie met {\displaystyle b=0} is een lineaire afbeelding opgevat als lineaire ruimte.

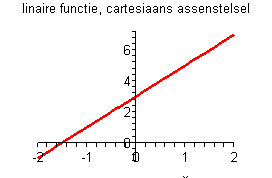
Grafiek van de lineaire functie

## Voorbeeld
De functie {\displaystyle f(x)=2x-1,} met {\displaystyle x} een reëel getal, is een lineaire functie. De grafiek van deze functie is een rechte lijn in het tweedimensionale vlak, met {\displaystyle f(0)=-1,\ f(1/2)=0} en richtingscoëfficiënt 2.
De functie {\displaystyle f(x_{1},x_{2},x_{3})=5x_{1}+7x_{2}-2x_{3}} is een lineaire functie van drie variabelen {\displaystyle x_{1},x_{2},x_{3}}.

## Toepassing
- De benadering met behulp van een taylorreeks van de eerste orde is een lineaire functie.

De zwarte kromme wordt in het punt {\displaystyle x=0{,}8} door de rode lineaire functie benaderd.